# Wikimédia Alapítvány
A Wikimédia Alapítvány (Wikimedia Foundation, Inc., röviden WMF) egy San Franciscó-i székhelyű amerikai nonprofit közhasznú alapítvány, amelyet Florida állam törvényeinek megfelelőn hoztak létre, ahol eredetileg működött. Az alapítvány üzemelteti a Wikipédia internetes lexikont és testvérprojektjeit. A comScore adatai szerint az általa üzemeltetett oldalak a világon az ötödik legtöbb látogatót vonzó lapcsaládot alkotják (az első négy a Google, a Microsoft és a Yahoo! oldalai, illetve a Facebook).
Az alapítvány létrejöttét 2003. június 20-án jelentette be hivatalosan Jimmy Wales, a Wikipédia társalapítója, aki addig a Wikipédiát saját, Bomis nevű cége keretein belül működtette.

## Tevékenysége

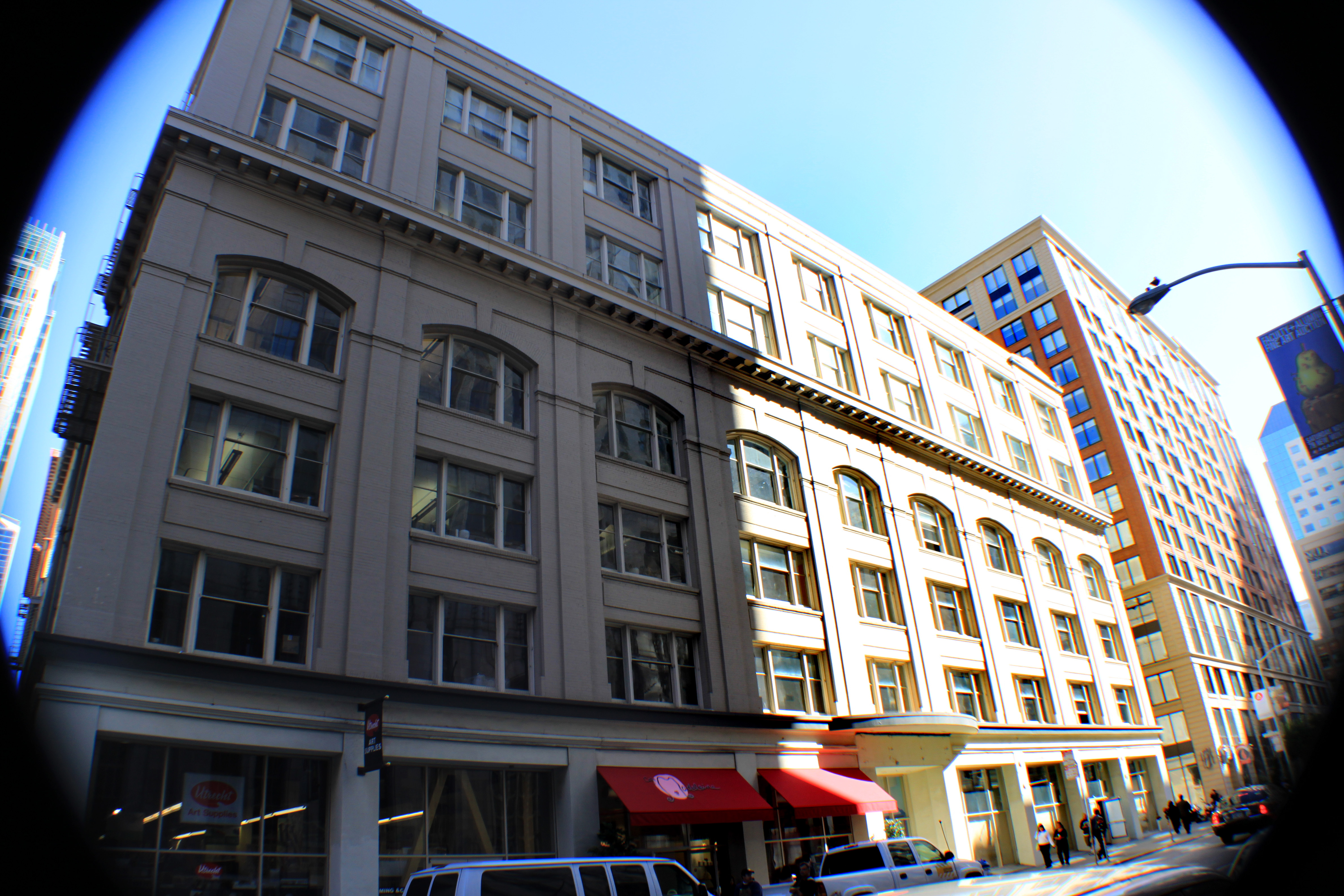
a Wikimedia Alapítvány San Franciscó-i központja

Az alapítvány célja az emberi tudást mindenki számára szabadon hozzáférhetővé tenni; ennek érdekében számos szabad tartalmú, wikialapú oktatási és ismeretterjesztő projektet üzemeltet, amelyek az interneten ingyenesen elérhetőek, és a bővítésükbe bárki bekapcsolódhat. A több száz nyelven íródó Wikipédia lexikonon kívül található még a Wikimédia-projektek között képgyűjtemény (Wikimédia Commons), többnyelvű szótár és szinonimatár (Wikiszótár), idézetgyűjtemény (Wikidézet), forrásszövegek gyűjteménye (Wikiforrás), főleg oktatási anyagokat tartalmazó könyvgyűjtemény Wikikönyvek, híroldal (Wikihírek) és számos kisebb segédprojekt. Az alapítvány koordinálja továbbá az oldalak alatt futó MediaWiki szoftvert is, valamint számos konferenciát és népszerűsítő rendezvényt szervez.

## Története
Az alapítvány létrejöttének bejelentésekor Wales átruházta a wikipedia.com/net/org, és nupedia.com/net/org domainek használati jogait, valamint az említett projektekkel kapcsolatos anyagok szerzői jogait, melyeket a Bomis alkalmazottai vagy Wales személyesen készített. A projekteket futtató számítástechnikai rendszereket szintén Wales adományozta az alapítványnak. A wikimedia.org és wikimediafoundation.org domaineket Daniel Mayer szerkesztő adományozta az alapítványnak 2004 júniusában, és a rendelkezésre álló sávszélességet és áramot szintén a Bomis adományozta.
2004. januárban Jimmy Wales Tim Shellt és Michael Davist jelölte a Wikimédia Alapítvány kuratóriumába. 2004. júniusban választás zajlott a két szerkesztőket reprezentáló tagról, melynek eredményeképp Angela Beesley-t és Florence Nibart-Devouard-ot választották be a kuratóriumba.
A „Wikimedia” nevet Sheldon Rampton ötlötte ki 2003 márciusában a Wikipedia egyik levelezőlistáján.

## Működése
Az alapítványnak mintegy 30 fizetett alkalmazottja van, segítségükkel sok tízezer önkéntes működését koordinálja. Bevételeit szinte kizárólag adományokból és egyéb támogatásokból szerzi. A stratégiai döntéseket a kilenctagú kuratórium hozza, amely tagjaiból négyet saját maga jelöl ki, hármat a projektek szerkesztőközössége választ, kettőt a társszervezetek, az utolsó hely pedig Jimmy Wales alapítóé. Az alapítvány működését egy neves szakértőkből álló tanácsadó testület segíti, a szerkesztőközösséggel pedig a kapcsolatot számos, nagyrészt a közösség tagjaiból álló bizottságon keresztül tartja.

## Projektek, kezdeményezések és helyi társszervezetek

A Wikimédia projektek családja

### Projektek
| Név                                      | URL                     | Indulás    | Leírás |
| ---------------------------------------- | ----------------------- | ---------- | --- |
| Wikipédia                                | www.wikipedia.org       | 2001-01-15 | Online enciklopédia, ami több mint 13 millió cikket tartalmaz 266 nyelven.                                                                       |
| Meta-Wiki                                | meta.wikimedia.org      | 2001-11-09 | Egy olyan wiki, ami a Wikimédia projektek koordinálásra jött létre.                                                                              |
| Wikiszótár                               | www.wiktionary.org      | 2002-12-12 | Online szótár, ami szinonimákat, etimológiákat és fordításokat tartalmaz.                                                                        |
| Wikikönyvek                              | www.wikibooks.org       | 2003-07-10 | Szabadon felhasználható könyvek és tanuláshoz szükséges anyagok gyűjteménye.                                                                     |
| Wikidézet                                | www.wikiquote.org       | 2003-07-10 | Idézetgyűjtemény különböző módokon katalogizálva.                                                                                                |
| Wikiforrás                               | www.wikisource.org      | 2003-11-24 | Szabadon felhasználható, eredeti forrásszövegeket tartalmazó projekt                                                                             |
| Wikimédia Commons                        | commons.wikimedia.org   | 2004-09-07 | Képek, hanganyagok, videók és más médiaanyagok gyűjteménye több mint 17 000 000 fájllal.                                                         |
| Wikimédia Inkubátor                      | incubator.wikimedia.org | 2006-06-02 | Meglévő projektek új nyelven való létrehozására alkalmas tesztprogram.                                                                           |
| Wikifajok                                | species.wikimedia.org   | 2004-09-13 | Jegyzék, melynek célja létrehozni az állatok, növények, gombák, baktériumok, archeák, protiszták és minden fellelhető életformának az életfáját. |
| Wikihírek                                | www.wikinews.org        | 2004-12-03 | Egy olyan hírportál, amit civilek írnak önálló kutatásaik alapján a világ minden részéről.                                                       |
| Wikiegyetem                              | www.wikiversity.org     | 2006-08-15 | Oktatási és kutatási anyagok és projektek. |
| MediaWiki wiki                           | www.mediawiki.org       | ???        | A MediaWiki szoftver dokumentációja és fejlesztésének koordinációja                                                                              |
| Wikimedia Outreach                       | outreach.wikimedia.org  | 2009-10    | Wikimédia projektek promóciója. |
| Wikimédia Stratégiai tervezés            | strategy.wikimedia.org  | 2009 nyara | Stratégiai munkatervezés minden Wikimédia projektre.                                                                                             |
| Wikipédia Használhatósági kezdeményezés. | usability.wikimedia.org | 2008       | A Használhatósági csoport wikije. |
| Wikimania                                | wikimania.wikimedia.org |            | A Wikimánia konferenciák oldala. |
| Wikipédia Test Wiki                      | test.wikipedia.org      |            | Egy teszt wiki, ami a MediaWiki aktuális verzióját futtatja.                                                                                     |
| Wikimédia Felmérések                     | survey.wikimedia.org    |            | Felmérések, közvélemény-kutatási eredmények összessége.                                                                                          |

### Wikimánia
A Wikimédia Alapítvány minden nyáron megrendezi a Wikimániát, a projektjeiben résztvevők és azok iránt érdeklődők éves konferenciáját. A konferencia a projektek tudományos vizsgálatától a belső koordinációjuk megszervezésén keresztül a kapcsolódó szoftverek fejlesztéséig számos különböző dologgal foglalkozik. Az első konferenciát Frankfurtban tartották meg 2005-ben, a továbbiakat Bostonben, Tajpejben, Alexandriában és Buenos Airesben; a következő Gdańskban lesz.

### Helyi szervezetek

A térképen kékkel vannak jelölve azok az országok, ahol van helyi szervezet.

A Wikimédia Alapítvány az Amerikai Egyesült Államokban működő szervezet; mivel a projektjeinek tartalmát részben (az angol nyelvűek esetében kisebb mértékben, a többi nyelvnél majdnem kizárólag) Amerikán kívül állítják elő, az alapítvány egy társszervezetekből álló nemzetközi hálózatot épít ki, hogy a projektek szerkesztését minden országban egy helyi szervezet támogathassa.
Ezek a társszervezetek nagyrészt a Wikimédia-projektek helyi önkéntes szerkesztőiből szerveződnek, és egy együttműködési szerződést írnak alá az alapítvánnyal, de függetlenek maradnak attól. Az Alapítványt, a Wikimédia-közösséget és a Wikimédia-projekteket különböző módokon támogatják, például adományt gyűjtenek, helyi találkozókat és projekteket szerveznek és népszerűítik a Wikimédiát, a szabad tartalmat és a wiki kultúrát.
| Helyszín           | Név                       | URL                  | Alapítás             |
| ------------------ | ------------------------- | -------------------- | -------------------- |
| Argentína          | Wikimedia Argentina       | www.wikimedia.org.ar | 2007. szeptember 1.  |
| Ausztrália         | Wikimedia Australia       | www.wikimedia.org.au | 2008. március 1.     |
| Ausztria           | Wikimédia Österreich      | www.wikimedia.at     | 2008. február 26.    |
| Csehország         | Wikimedia Česká republika | www.wikimedia.cz     | 2008. március 6.     |
| Dánia              | Wikimedia Danmark         | www.wikimedia.dk     | 2009. július 3.      |
| Franciaország      | Wikimédia France          | www.wikimedia.fr     | 2004. október 23.    |
| Németország        | Wikimedia Deutschland     | www.wikimedia.de     | 2004. június 13.     |
| Hongkong           | 香港維基媒體協會          | www.wikimedia.hk     | 2008. március 1.     |
| Magyarország       | Wikimédia Magyarország    | wikimedia.hu         | 2008. szeptember 27. |
| Indonézia          | Wikimedia Indonesia       | wikimedia.or.id      | 2008. október 7.     |
| Izrael             | Wikimedia Israel          | il.wikimedia.org     | 2007. június 26.     |
| Olaszország        | Wikimedia Italia          | www.wikimedia.it     | 2005. június 17.     |
| Macedónia          | Wikimedia Macedonia       |                      | 2009. szeptember 21. |
| Hollandia          | Wikimedia Nederland       | nl.wikimedia.org     | 2006. március 27.    |
| Norvégia           | Wikimedia Norge           |                      | 2007. június 23.     |
| Lengyelország      | Wikimedia Polska          | pl.wikimedia.org     | 2005. november 18.   |
| Portugália         | Wikimedia Portugal        | www.wikimedia.pt     | 2009. július 3.      |
| Oroszország        | Викимедиа РУ              | wikimedia.ru         | 2008. május 24.      |
| Szerbia            | Wikimedia Србије          | rs.wikimedia.org     | 2005. december 3.    |
| Svédország         | Wikimedia Sverige         | se.wikimedia.org     | 2007. december 11.   |
| Svájc              | Wikimedia CH              | www.wikimedia.ch     | 2006. május 14.      |
| Tajvan             | 中華民國維基媒體協會      | www.wikimedia.tw     | 2007. július 4.      |
| Ukrajna            | Вікімедіа Україна         | www.wikimedia.org.ua | 2009. július 3.      |
| Egyesült Királyság | Wikimedia UK              | uk.wikimedia.org     | 2009. január 12.     |
| New York City      | Wikimedia New York City   |                      | 2009. január 12.     |

## Lásd még
- Wikipédia:A Wikimédia-projektek közös alapelvei